# D-막

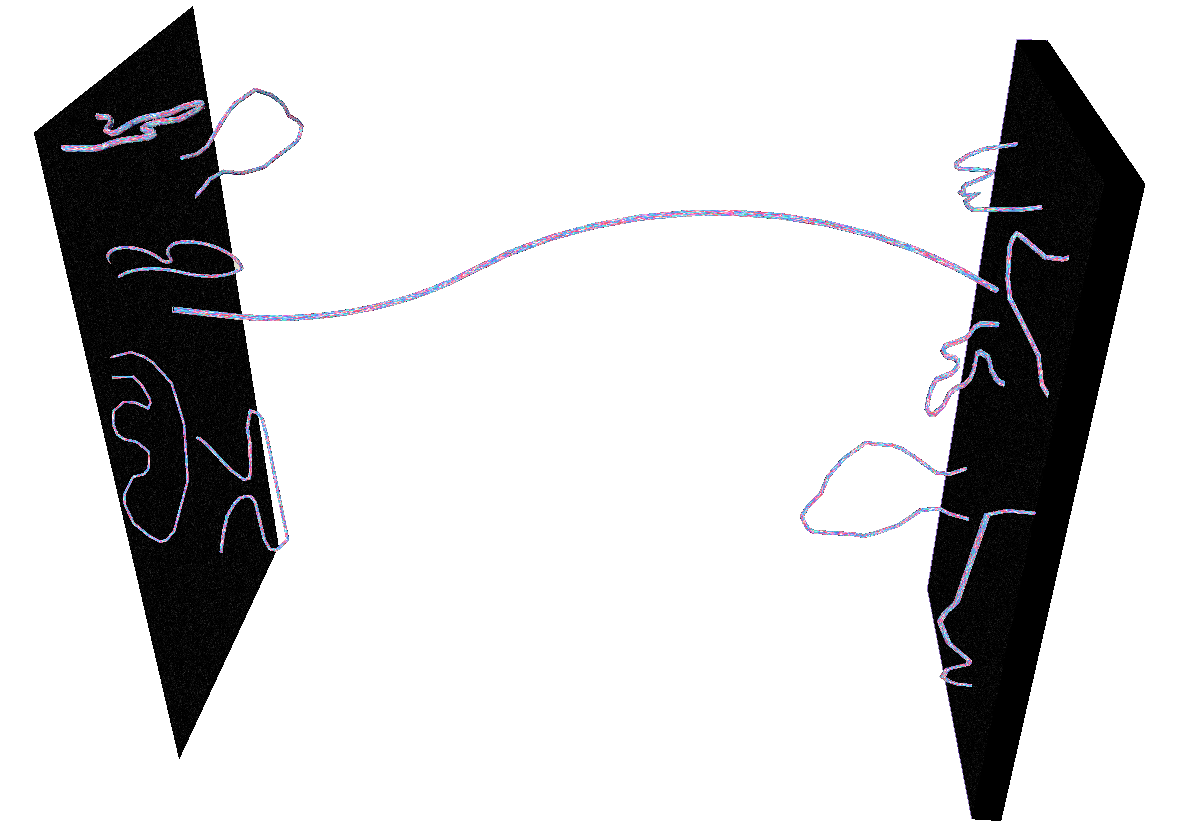
D-막에 붙어 있는 끈들. 열린 끈의 끝은 항상 D-막에 붙어 있다.

D-막(D-幕, 영어: D-brane 디 브레인[*]) 또는 디리클레 막(Dirichlet幕, 영어: Dirichlet brane)이란 열린 끈의 끝에 붙어 있는 막(brane)이다. 이에 따라 열린 끈의 경계 조건이 디리클레 경계 조건을 이룬다. {\displaystyle p+1}차원의 D-막은 D{\displaystyle p}-막이라 부른다.

## 성질

### 작용
D-막은 근본적으로 난부-고토 작용을 일반화한 디랙 작용(Dirac作用, 영어: Dirac action)을 따른다. 일반적으로, D-막은 게이지 전하를 띨 수 있다. 예를 들어 끈 이론에서의 라몽-라몽 p-형식과 딜라톤, 중력자와 상호작용한다. 이를 디랙-보른-인펠트 작용으로 나타낼 수 있다. 점입자 (0-막)가 1-형식의 게이지 장과 상호작용하듯, Dp-막은 (p+1)-형식 라몽-라몽 게이지 장과 상호작용한다. 이를 미분 형식 전기역학이라고 한다.
정의에 따라, D-막은 열린 끈과 상호작용한다. D-막에 붙어 있는 열린 끈의 무질량 진동 모드의 일부는 D-막 위의 게이지 장을 나타내고, 나머지 무질량 모드는 D-막의 움직임을 나타낸다. 이에 따라서 D-막이 고정되지 않고, 동적인 개체라는 사실을 알 수 있다.

### 장력
D{\displaystyle p}-막의 장력 {\displaystyle T_{p}}는 D-막의 에너지 밀도를 나타내는 상수다. 정확히 말하면, D-막의 에너지 밀도 {\displaystyle \tau _{p}}는 다음과 같다.:147:275
{\displaystyle \tau _{p}=T_{p}\exp(-\Phi )=T_{p}g_{\text{s}}^{-1}}
여기서 {\displaystyle \exp \Phi =g_{\text{s}}}는 닫힌 끈 결합 상수이다. 이는 다음과 같이 유도할 수 있다. 반지름 {\displaystyle R}의 축소화된 방향에 감긴 D{\displaystyle p}-막을 생각하자. 그렇다면 D-막의 나머지 9차원에서 에너지 밀도는 다음과 같다.
{\displaystyle T_{p}g_{\text{s}}^{-1}2\pi R}
T-이중성에 의하여, 이는 크기가 {\displaystyle \ell _{\text{s}}/R}로 축소화된 공간에 존재하는, 감기지 않은 D{\displaystyle (p-1)}-막과 동등하다. (여기서 {\displaystyle \ell _{\text{s}}={\sqrt {\alpha '}}}는 레게 기울기의 제곱근이다.) 이 막의 에너지 밀도는
{\displaystyle {\frac {T_{p-1}}{g_{\text{s}}'}}}
가 된다. 여기서, {\displaystyle g_{\text{s}}'}는 T-이중 이론의 결합 상수로, 다음과 같다.
{\displaystyle g_{\text{s}}'=g_{\text{s}}'R/\ell _{\text{s}}}
따라서,
{\displaystyle T_{p}=T_{p-1}/(2\pi \ell _{\text{s}})}
임을 알 수 있다. 즉,
{\displaystyle T_{p}=T_{0}(2\pi \ell _{\text{s}})^{-p}}
이다.
{\displaystyle T_{0}}는 보손 끈 이론에서는 다음과 같다.
{\displaystyle T_{0}={\frac {\pi }{256\kappa _{0}^{2}}}(2\pi \ell _{\text{s}})^{22}}.
여기서 {\displaystyle \kappa _{0}}는 끈의 아인슈타인-힐베르트 작용에 나타나는 상수로, 다음과 같다.
{\displaystyle S_{\text{EH}}={\frac {1}{2\kappa _{0}^{2}}}\int d^{10}x\,\exp(-2\Phi ){\sqrt {-\det g}}R}.
초끈의 경우에는 다음과 같다.:146
{\displaystyle T_{0}={\frac {\sqrt {\pi }}{\kappa _{0}}}(2\pi \ell _{\text{s}})^{3}={\frac {1}{g_{\text{s}}\ell _{\text{s}}}}}
D-막의 장력들은 M이론을 통해서도 설명할 수 있다. M이론에 따라, ⅡA 끈 이론의 D2-막은 사실 M이론의 M2-막과 같으며, D4-막은 원에 감긴 M5-막과 같은데, 이 경우 해당 D-막들의 장력은 M이론에서 계산한 M-막들의 장력과 일치한다.

### T-이중성
다른 막(기본 끈, NS5-막)과 달리, D-막은 T-이중성 아래 그 차원이 바뀐다. 구체적으로, Dp-막의 세계부피의 방향으로 축소화한 이론에 T-이중성을 가하면, D(p−1)-막을 얻는다. 반면, Dp-막의 세계부피의 방향이 아닌 방향으로 축소화한 이론에 T-이중성을 가하면, D(p+1)-막을 얻는다.

## 분류
D-막은 시공의 차원에 따라 0차원의 D(−1)-막 (또는 D-순간자 영어: D-instanton)부터 (초끈 이론의 경우) 10차원의 D9-막까지가 있다. (보손 끈 이론에서는 물론 D25-막까지 가능하다.)
D-막들은 일반적으로 불안정하다. 그러나 끈 이론이 라몽-라몽 장을 포함하고, D-막이 해당하는 라몽-라몽 전하를 가질 경우 안정되게 된다. 이는 초대칭의 깨짐으로도 이해할 수 있는데, 이러한 경우 D-막은 존재하는 초대칭의 절반만을 깨게 되므로, 남은 초대칭에 의하여 안정되게 된다. 이러한 상태를 BPS 상태라고 한다. ⅡA종 이론에서는 홀수 차수의 라몽-라몽 장이 존재하므로, 짝수 차원의 D-막(D0, D2, D4, D6, D8)이 안정하다. ⅡB종 이론에서는 짝수 차수의 라몽-라몽 장이 존재하므로, 홀수 차수의 D-막(D(−1), D1, D3, D5, D7, D9)이 안정하다. 즉, 이 묘사에서, 안정된 D-막은 시공간의 정수 계수 코호몰로지류로서 분류되며, 해당 D-막은 코호몰로지류에 해당하는 호몰로지류를 감게 된다. 정수 계수가 등장하는 이유는 디랙 양자화 조건 때문이다. (사실, 이 묘사는 위상 K이론을 통한 더 정확한 묘사의 근사에 불과하다.)
Ⅰ종 끈 이론은 ⅡB종 끈 이론에 오리엔티폴드를 가하여 얻을 수 있는데, 이 경우 D1 · D5 · D9-막이 안정하다. 또한, BPS가 아닌 안정한 D0-막이 존재한다.
잡종 끈 이론에서는 열린 끈이 없으며, 따라서 D-막이 존재하지 않는다. (잡종 끈 이론을 구성하려면 오른쪽 모드와 왼쪽 모드를 다르게 잡아야 하는데, 닫힌 끈과 달리 열린 끈에서는 이 두 모드가 서로 같게 된다.)

### 위상 K이론 분류
D-막들은 시공간 다양체에 위상 K이론을 적용하여 분류한다.:211–214
예를 들어, 평탄한 10차원 시공간 {\displaystyle \mathbb {R} ^{10}} 위에 존재하는 ⅡB종 초끈 이론의 Dp-막들은 콤팩트 지지 K군
{\displaystyle K_{\text{c}}^{0}(\mathbb {R} ^{9-p})={\tilde {K}}^{0}(S^{9-p})={\begin{cases}\mathbb {Z} &p\equiv 1{\pmod {2}}\\0&p\equiv 0{\pmod {2}}\\\end{cases}}}
이다. 따라서 {\displaystyle p=1,3,5,7,9}가 존재한다. ⅡA종 초끈 이론은 반면
{\displaystyle {\tilde {K}}^{1}(S^{9-p})={\begin{cases}\mathbb {Z} &p\equiv 0{\pmod {2}}\\0&p\equiv 1{\pmod {2}}\\\end{cases}}}
에 의하여 분류된다. 따라서, {\displaystyle p=0,2,4,6,8}이 존재한다.
시공간이 {\displaystyle R^{10-n}\times X_{n}}의 꼴이고, {\displaystyle X_{n}}이 {\displaystyle n}차원 콤팩트 공간이라고 하자. 그렇다면 D-막은 상대 K군
{\displaystyle K_{\text{c}}^{0}(\mathbb {R} ^{10-n}\times X_{n})=K^{0}(\mathbb {S} ^{10-n}\times X_{n},X_{n})}
에 의하여 주어진다. 예를 들어, {\displaystyle X_{n}=S^{1}}일 경우,
{\displaystyle K_{\text{c}}^{0}(M\times S^{1})=K_{\text{c}}^{0}(M)\oplus K^{1}(M^{+})}
이다. 여기서 {\displaystyle K_{\text{c}}^{0}(M)}은 {\displaystyle S^{1}}에 감긴 D-막들을, {\displaystyle K^{1}(M^{+})}는 감기지 않은 D-막들을 나타낸다.
Ⅰ종 끈 이론의 안정 D-막은 복소수 벡터 다발 대신 실수 벡터 다발을 사용한 KO군으로 묘사된다. 즉, 평탄한 10차원 시공간 위에서 존재하는 Ⅰ종 끈 이론의 D-막은
{\displaystyle \operatorname {KO} _{\text{c}}^{0}(\mathbb {R} ^{9-p})=\operatorname {KO} ^{0}(\mathbb {S} ^{9-p})={\begin{cases}\mathbb {Z} &p\in \{1,5,9\}\\\mathbb {Z} /(2)&p\in \{-1,0,7,8\}\\0&p\in \{2,3,4,6\}\end{cases}}}
에 대응한다. 이 가운데 {\displaystyle p\in \{1,5,9\}}인 경우는 BPS D-막에 해당하며, {\displaystyle p\in \{-1,0,7,8\}}인 경우는 BPS가 아니지만 (하나만 있을 때) 안정된 D-막들이다.

### M이론과의 관계
ⅡA 종 끈 이론은 M이론을 원 위에 축소화한 것이다. 이 경우, D2-막은 11차원의 M2-막에 해당하며, 마찬가지로 D4-막은 축소화 원에 감긴 M5-막에 해당한다. D0-막과 D6-막은 칼루차-클라인 들뜬 상태에 해당한다.

## 막의 결합 상태

### 겹친 D-막
같은 차원의 평행한 D-막들은 (BPS 성질에 의하여) 서로 인력 및 척력을 느끼지 않는다. 따라서 D-막들은 한 곳에 겹칠 수 있는데, 이 경우 열린 끈의 상태들에 천-페이턴 인자라는 군론적인 지수가 붙게 되며, 유효 이론에서는 이를 비가환 게이지 대칭으로 해석할 수 있다. 즉, 일반적으로 D-막들이 겹치게 되면 그 게이지 대칭이 확장되게 된다.

#### 마이어스 효과
또한, D-막이 겹치는 경우 D-막의 위치는 더 이상 명확하지 않고, 비가환 기하학을 따르게 된다. 특히, 특별한 경우에는 D-막들은 퍼지 구를 이룰 수 있다. 이를 마이어스 효과(Myers效果, 영어: Myers effect)라고 한다.:314–321:241–242
AdSp×Sq 꼴의 공간에서, 마찬가지로 점입자가 Sq−2 모양의 D(q−2)-막으로 바뀌게 된다. 이를 거대 중력자(巨大重力子, 영어: giant graviton)라고 하며, AdS/CFT 대응성에서 중요한 역할을 한다.:§5.9:657,660–661

### D-막 결합 상태
D-막들은 특수한 경우에 안정된 D-막 결합 상태(영어: bound state)를 이룰 수 있다. 두 개의 D-막들의 배치는 일반적으로 다음과 같은 표로 나타낸다.:251
| 막 | 0 | 1 | 2 | 3 | 4 | 5 | 6 | 7 | 8 | 9 |
| -- | - | - | - | - | - | - | - | - | - | - |
| D6 | — | — | — | — | — | — | — | • | • | • |
| D2 | — | — | — | • | • | • | • | • | • | • |
위 표는 D6-막과 D2-막의 배치를 나타낸다. 여기서 점(•)은 막이 해당하는 공간축 방향으로 뻗어 있지 않는다(점입자처럼 보인다)는 뜻이고, 줄표는 막이 해당하는 방향으로 뻗어 있다는 뜻이다. 예를 들어, 위 표에서 D6-막은 {\displaystyle x^{0},x^{1},x^{2},x^{3},x^{4}} 방향으로, D2-막은 {\displaystyle x^{0},x^{1},x^{2}} 방향으로 뻗어 있다.
위 표에서, 10개의 방향 가운데 4개의 방향(3,4,5,6)의 경우, 두 막 중 하나는 뻗어 있지만 다른 하나는 뻗어 있지 않다. 이 수를 여차원이라고 한다. 여차원은 T-이중성에 불변이며,:249 항상 짝수이다. (이는 주어진 이론에서 안정된 D-막의 차원은 항상 모두 짝수이거나 모두 홀수이기 때문이다.) 만약 여차원이 4의 배수라면 이 D-막 배열은 자동적으로 BPS가 되고, 따라서 (대부분의 경우) 안정하다.:253 이 경우 결합 상태는 ¼ BPS(원래 초대칭 중 ¼만 남기고 나머지 초대칭들을 깨는 상태)다. D-막이 서로 결합하지 않는 경우에는 D-막들의 여차원이 4의 배수여야만 일부 초대칭을 보존하게 된다. 예를 들어, Ⅰ종 초끈 이론은 ⅡB종 초끈 이론에 시공간을 채우는 D9-막(과 오리엔티폴드 초평면)들을 가하여 얻는다. 이에 따라, 이 이론에서 존재할 수 있는 D-막들은 D(9−4)=D5-막과 D(9−8)=D1-막 밖에 없다.
만약 여차원이 2 또는 4인 경우, 한 막이 다른 막에 녹아 없어질 수 있다. 이 두 상태는 상당히 다르다.
- 여차원이 2인 경우, Dp-막에 D(p−2)-막이 녹아, U(1) 전기선속으로 대체될 수 있다.[2]:206, §9.1 이 경우, Dp-막에 U(1) 전자기장이 있으면 자동적으로 D(p−2)-막의 라몽-라몽 전하가 생기기 때문에, 총 라몽-라몽 전하는 보존된다. 이 경우에는 결합 상태는 하나의 D-막과 마찬가지로 ½BPS다.
- 여차원이 4인 경우, 2개 이상 겹쳐진 Dp-막에 D(p−4)-막이 녹을 수 있다.[2]:208, §9.2 Dp-막에서, 이는 {\displaystyle p+1}차원 세계부피 중 (유클리드) 4차원 부분 공간에 양-밀스 순간자가 존재하는 것이다. 이 경우에는 결합 상태는 ¼BPS다. 양-밀스 순간자가 존재하려면 비가환 게이지 군이 필요하므로, 이는 2개 이상 겹쳐진 Dp-막 속에서만 가능하다.

반면, 여차원이 6인 경우, 예를 들어 D6-막에 D0-막이 붙으려고 하는 경우에는, D0-막이 녹은 상태가 모든 초대칭을 깨기 때문에 불안정하다.:260

### (p,q)-끈
ⅡB 초끈 이론에서, D1-막(D-끈)과 기본 끈(F-끈)은 ⅡB 초끈 이론의 PSL(2,ℤ) S-이중성에 대하여 2중항(doublet)으로 변환하며, 따라서 D1-막과 F-끈의 결합 상태가 존재한다.:255 p개의 F-끈과 q개의 D-끈이 결합한 끈을 (p,q) 끈(영어: (p,q)-string)이라고 한다. 이 경우, p와 q는 서로소여야 한다. (만약 그렇지 않은 경우에는 n개의 (p/n, q/n)-끈으로 해체될 수 있다.) (p,q) 끈들은 ½BPS 상태이며, 이들이 보존하는 초대칭들은 원래 D-끈과 F-끈이 보존하는 초대칭들의 선형결합이다.
마찬가지로, D5-막과 NS5-막은 S-이중성의 2중항으로 변환하며, 이에 따라서 (p,q)5-막(영어: (p,q)5-brane)이 존재한다. D7-막의 경우에도 마찬가지로 다양한 결합 상태가 존재하며, 이들은 F-이론으로 분류된다.

### 분수 막
D-막을 오비폴드 특이점에 배치할 경우, D-막은 분수 막(分數幕, 영어: fractional brane)이라는 조각들로 분해된다. 구체적으로, 유클리드 공간 {\displaystyle \mathbb {R} ^{n}}의, 유한군 {\displaystyle \Gamma \leq \operatorname {SO} (n)}의 작용에 대한 오비폴드 {\displaystyle \mathbb {R} ^{n}/\Gamma }를 생각하자. 1의 D-막을 오비폴드 특이점에 배치한다고 하자. 이는 오비폴드를 가하기 이전에 {\displaystyle |\Gamma |}개의 원상에 해당한다.
이 {\displaystyle |\Gamma |}개의 D-막들의 천-페이턴 인자의 공간 {\displaystyle \mathbb {C} ^{|\Gamma |}}은 {\displaystyle \Gamma }의 표현을 이룬다. 이는 일반적으로 기약 표현이 아니며, 이러한 상태는 기약 표현에 해당하는 상태들의 결합으로 여길 수 있다. 이러한 기약 표현에 해당하는 상태를 분수 막이라고 한다.
가장 간단한 경우로, {\displaystyle \Gamma =\operatorname {Cyc} (n)} ({\displaystyle n}차 순환군)을 생각하자. 오비폴드 점 근처에서, 오비폴드의 원상에 해당하는 {\displaystyle n}개의 D-막의 천-페이턴 지표의 공간 {\displaystyle \mathbb {C} ^{n}}은 (순환군의 기약 표현은 모두 1차원이므로) {\displaystyle n}개의 기약 표현들로 분해된다. 각 기약 표현은 (오비폴드를 가한 뒤의 관점에서) {\displaystyle 1/n}개의 D-막의 질량을 가지며, 따라서 분수 막을 이룬다.

## 역사
워런 시걸(영어: Warren Siegel)이 1976년에 4차원 시공간을 다루기 위하여 열린 끈의 디리클레 경계 조건을 고려하였다. 그러나 열린 끈의 디리클레 경계 조건은 노이만 경계 조건과 달리 일반적으로 로런츠 대칭을 깨므로 이 논문은 오랫동안 주목받지 못했다.
1989년에 다이진(중국어: 戴瑾, 병음: Dài Jǐn)과 로버트 리(영어: Robert G. Leigh), 조지프 폴친스키, 페트르 호르자바(체코어: Petr Hořava) 가 T-이중성에 따라 노이만 경계 조건과 디리클레 경계 조건이 (적어도 축소화한 시공에서는) 서로 동등하다는 사실을 증명하였다. 즉, 노이만 경계 조건을 가진 열린 끈을 포함한 이론은 디리클레 경계 조건도 허용해야만 한다. 같은 해에 리는 D-막이 디랙-보른-인펠트 작용을 따른다는 사실을 증명하였다.
1995년에 폴친스키는 D-막이 라몽-라몽 전하로 대전되어 있고, 또한 초대칭의 일부를 보존하여 (BPS) 안정하다는 사실을 보였다. 이 사실은 제2차 끈 이론 혁명의 계기가 되어 홀로그래피 원리나 M이론의 이중성을 이끌었다.

## 같이 보기
- 검은 막
- 끈 이론
- 보른-인펠트 이론
- M이론
- 물리학에서 K이론